# Seraing
Seraing belga város Liège tartomány azonos nevű járásában, Liège várostól délre. A Meuse folyó partján, a Liège–Namur-vasútvonal mentén fekszik, de nincs személypályaudvara.

## Története
Seraing-t – noha a terület az 1830-as csatornaépítéskor előkerült leletek alapján már az V. vagy VI. században is lakott volt – először 956-ban említik: parasztgazdaságként, a tulajdonosok után Saran (vagy Saring) néven. A hely aztán a liége-i egyház birtokába került. A neve az idők során különböző helyesírással és írásmóddal szerepel, így volt Serang (1147), Serayng (1151), Sereng (1246), Serangne (1298) és a Serey (1598), míg a 17.–18. században meghonosodott a Seraing és Serain. Végezetül 1800. december 20-án hivatalosan Seraing-t választották a város nevének.
A középkorban a Meuse partjához nagyon közel, Jemeppe-sur-Meuse-ben jelentős szénkészletre bukkantak, így vált ismertté ez a település. Mivel a szenet nem lehetett uszályokon szállítani a folyón, már 1381-ben hidat építettek ott.
Az egykori püspöki palota Seraing-ben a liège-i herceg-püspökök nyári rezidenciája volt. Nemzetközileg ismertté tette a várost, hogy John Cockerill itt alapította meg az acélművét és gépgyárát. Mivel az egyik legfontosabb ipari központ lett Belgiumban, 1888-ban 31.398 ember élt Seraing-ben, míg 1820-ban csak alig 2.000.
Seraing-ben építette meg Eugenio Barsanti 1860-ban a belsőégésű motorját.
A Jean-Pierre és Luc Dardenne játékfilmjei Searing-ben, a szülővárosukban játszódik.

## Látnivalók

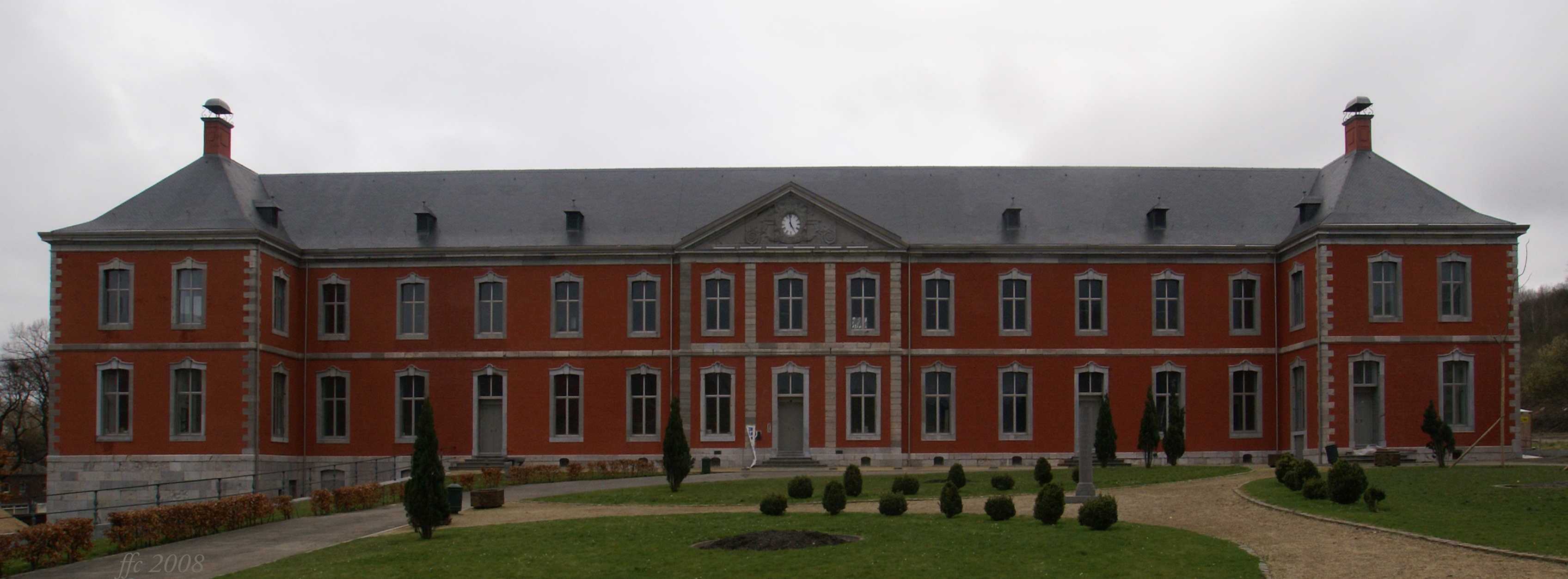
A régi apátsági rezidencia Val-Saint-Lambert

- Seraingben található a volt cisztercita Val-Szt-Lambert kolostor. A kolostort a francia forradalom idején lerombolták. Alapjain az apátság 1826-ban egy ólomkristály üzemet létesített: Ma kristálymúzeum.

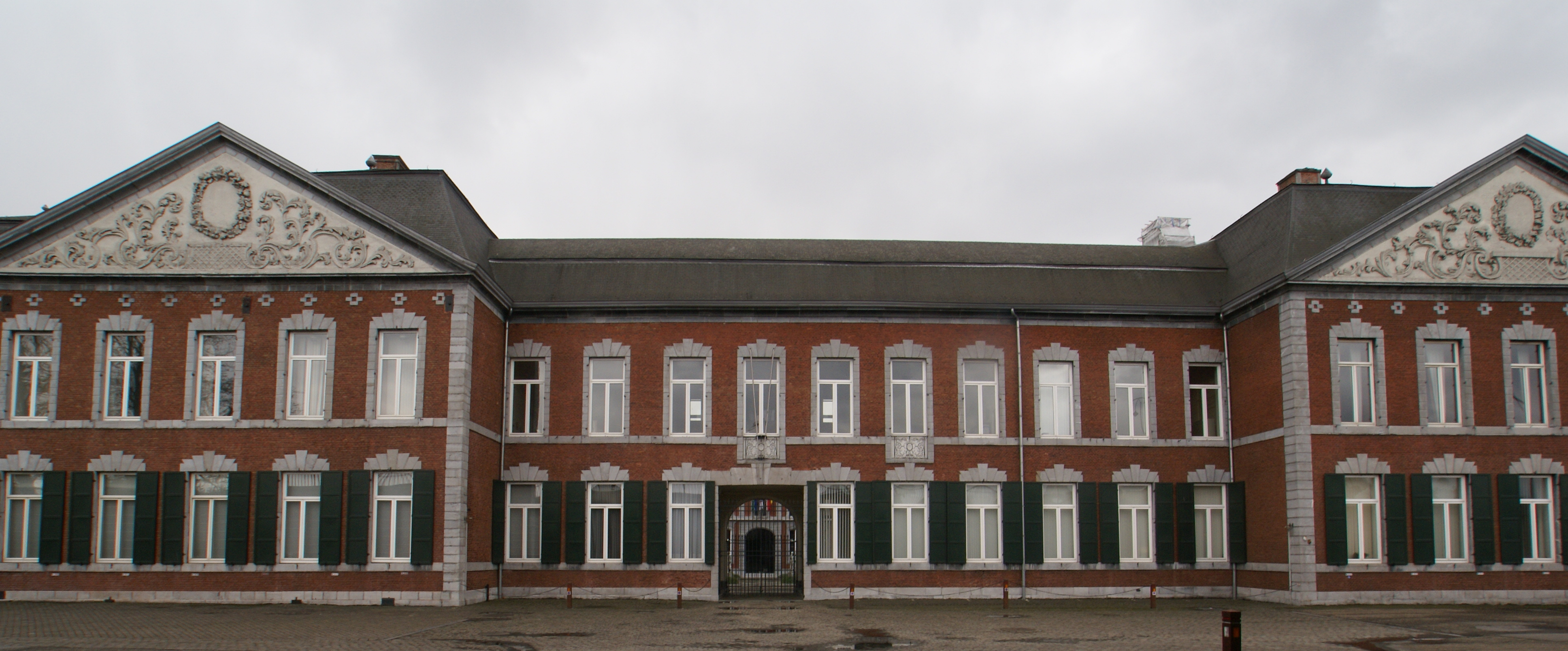
A Cockerill kastély

- A Cockerill kastély eredetileg a liégi hercegi-püspöki család nyári rezidenciája volt. A napóleoni időkben kórház, majd lőszerraktár 1817-ig amikor a gyáros Cockerill család megvásárolta.
- Az 1713-ban felszentelt főszékesegyház
- Az 1867-ben épült Városháza.

## Testvérvárosai
- FRA Douai Franciaország, Nord-Pas-de-Calais régió, 1964 óta, eredetileg a partnerkapcsolat az akkor még önálló Jemeppe községgel
- ITA Rimini Olaszország, Emilia-Romagna régió, 1974 óta
- FRA Châtel Franciaország, Rhône-Alpes régió, 2001 óta
- ESP Linares, Spanyolország

## Nevezetes személyei
- Michaël Goossens (* 1973), futballista
- Louis Grogna (1879–1940), országúti kerékpáros versenyző
- Luc Dardenne (* 1954. március 10. Awirs, Belgium; Seraingben nőtt fel), filmrendező, producer, forgatókönyvíró
- Jean-Pierre Dardenne (* 1951. április 21. Engis, Belgium; Seraingben nőtt fel), filmrendező, producer, forgatókönyvíró
- Rudy Lenners (* 1952. december 29. Seraing), zenész, a Scorpions dobosa
- Sal La Rocca (* 1961), jazz-zenész
- Marc Tarabella (* 1963), (szocialista párti) vallon politikus